# Berthold Schwarz
Pour les articles homonymes, voir Schwarz.
Berthold Schwarz, qui a vécu au XIVe siècle (vers 1318 - vers 1384), connu également comme Bertold le Noir ("Berthold der Schwarze" en allemand, "Bertholdus Niger" en latin), est un personnage en partie ou entièrement imaginaire, un moine franciscain et alchimiste originaire de Fribourg-en-Brisgau auquel est traditionnellement attribuée dans les années 1350 l'invention (ou la redécouverte) de la poudre noire en Occident. Le personnage est considéré comme un personnage fictif par les historiens et l'invention de la poudre noire, des armes de poing ou des canons qui lui est attribuée, est considérée comme une légende.

## Biographie
Il est parfois décrit comme un franciscain et chimiste allemand. Selon certaines sources son nom dans le monde était Berthold von Lützelstetten.
À la suite du voyage de Marco Polo, de retour à Venise en 1318, qui mentionna l'utilisation de la poudre noire par les Orientaux pour les feux d'artifice, Berthold Schwarz est considéré par la légende populaire comme celui qui redécouvrit les secrets de la poudre noire en Occident. Selon d'autres sources, l'introduction de la poudre noire en Occident devrait être attribuée à Roger Bacon.
Une fontaine avec sa statue lui a été élevée à Fribourg-en-Brisgau en 1855.